# Entorno de Brasília
Entorno de Brasília is een van de 18 microregio's van de Braziliaanse deelstaat Goiás. Zij ligt in de mesoregio Leste Goiano en omsluit bijna volledig het Federaal District. Zij grenst verder aan de deelstaat Minas Gerais in het oosten, de mesoregio's Sul Goiano in het zuiden, Centro Goiano in het westen en Norte Goiano in het noorden en de microregio Vão do Paranã in het noordoosten. De microregio heeft een oppervlakte van ca. 38.132 km². Midden 2004 werd het inwoneraantal geschat op 990.969.
Twintig gemeenten behoren tot deze microregio:
| - Abadiânia - Água Fria de Goiás - Águas Lindas de Goiás - Alexânia - Cabeceiras - Cidade Ocidental - Cocalzinho de Goiás - Corumbá de Goiás - Cristalina - Formosa | - Luziânia - Mimoso de Goiás - Novo Gama - Padre Bernardo - Pirenópolis - Planaltina - Santo Antônio do Descoberto - Valparaíso de Goiás - Vila Boa - Vila Propício |

Mesoregio's: Centro Goiano · Leste Goiano · Noroeste Goiano · Norte Goiano · Sul Goiano

Microregio's: Anápolis · Anicuns · Aragarças · Catalão · Ceres · Chapada dos Veadeiros · Entorno de Brasília · Goiânia · Iporá · Meia Ponte · Pires do Rio · Porangatu · Quirinópolis · Rio Vermelho · São Miguel do Araguaia · Sudoeste de Goiás · Vale do Rio dos Bois · Vão do Paranã